# باج (فیلم ۲۰۰۱)
لاگان : روزی روزگاری هند (به هندی: लगान، الفبای لاتین: Lagaan) یک فیلم سینمایی درام حماسی ورزشی هندی به کارگردانی و نویسندگی آشوتوش گواریکر است. امیر خان بازیگر نقش اصلی فیلم و تهیه‌کننده آن است. این فیلم نامزد اسکار بهترین فیلم خارجی سال ۲۰۰۱ شد.
داستان فیلم در دوران حکومت انگلیس بر هند می‌گذرد و زندگی مردم یک روستا را نشان می‌دهد که به خراج سنگینی که حکومت بر آن‌ها بسته معترض هستند و حاضر می‌شوند تا بر روی سرنوشت خود در یک مسابقه کریکت با حاکمان انگلیسی شان شرط‌بندی کنند. تصویربرداری فیلم در روستای تاریخی بوج در ایالت گجرات هند انجام شده‌است.
ای‌آر رحمان آهنگساز فیلم، آنیل مهتا مدیر فیلمبرداری، بالو سالوجا تدوینگر، نیتین چاندراکانت طراح تولید، بانو آتایا طراح لباس، نیکول دمرس طراح گریم، و کیران رائو و آپوروا لاخیا دستیاران کارگردان این فیلم بوده‌اند.
لاگان : روزی روزگاری هند یکی از فیلم‌های پرفروش هند در سال ۲۰۰۱ بود و در سطح بین‌المللی هم با استقبال روبرو شد. این فیلم سومین فیلم هندی زبان پس از مادر هند (۱۹۵۷) و سلام بمبئی (۱۹۸۸) بود که نامزد جایزه اسکار بهترین فیلم خارجی می‌شد. لاگان:روزی روزگاری هند همچنین برنده جایزه ویژه مخاطبان جشنواره فیلم لوکارنو، هفت جایزه در جشنواره ملی فیلم هند، ده جایزه در جشنواره بین‌المللی فیلم هند و نه جایزه در جشنواره فیلم‌فیر شد.